# Trapezites maheta
The Maheta Skipper (Trapezites maheta) là một loài bướm ngày thuộc họ Bướm nhảy. Nó được tìm thấy ở Queensland and miền bắc New South Wales.
Sải cánh dài khoảng 30 mm.
Ấu trùng ăn Lomandra hystrix and Lomandra multiflora.